# Muatianvuaia
Muatianvuaia is een geslacht van wantsen uit de familie van de Ceratocombidae (Bladmoswantsen). Het geslacht werd voor het eerst wetenschappelijk beschreven door Wygodzinsky in 1953 .

## Soorten
Het genus bevat de volgende soorten:

- Muatianvuaia aureata Linnavuori, 1974
- Muatianvuaia barrosmachadoi Wygodzinsky, 1953
- Muatianvuaia dorae Wygodzinsky, 1953
- Muatianvuaia maculata Wygodzinsky, 1953
- Muatianvuaia vilhenai Wygodzinsky, 1953